# Mary Bliss Parsons
Mary Bliss Parsons (Gloucestershire, 1628-Springfield, 29 de enero de 1712) fue una mujer estadounidense acusada de brujería y después exonerada, en el Massachusetts del siglo XVII.

## Biografía
Parsons era hija de Thomas y Margaret (Hulins) Bliss y nació en Gloucestershire, Inglaterra, en 1628. Más tarde su familia emigró a Hartford, Connecticut, donde se casó con Joseph Parsons el 2 de noviembre de 1646. La pareja luego se mudó a Springfield, Massachusetts. En 1655, Joseph Parsons compró una extensión de tierra a los nativos americanos locales en lo que más tarde se llamaría Northampton. Parsons negoció frecuentemente tierras con los nonotuck, los agawam y otros pueblos indígenas de la región en circunstancias que han sido objeto de escrutinio como parte instrumental de la colonización de la zona y del desplazamiento parcial de los pueblos nativos impuesto por los colonos puritanos.
Los Parsons se convirtieron en opulentos miembros de la comunidad de Northampton, siendo los dueños de propiedades en Springfield, Hadley, Massachusetts y Boston, así como en Northampton.
A principios de la década de 1650, se desarrolló una disputa entre los Parsons y una familia vecina, los Bridgman. Se decía que Parsons tenía una personalidad fuerte, lo que dio lugar a rumores que ya la seguían desde Springfield. A diferencia de los Parsons, los Bridgman tenían dificultades económicas. Además, Mary Parsons tuvo varios hijos sanos mientras que Sarah Bridgman había perdido varios hijos. La gente del pueblo empezó a culpar a Parsons por la muerte del ganado y por las lesiones que padecían las personas. Bridgman comenzó a difundir rumores sobre Parsons, afirmando que había amenazado a su hijo y que era una bruja. Cuando la madre de Parsons confrontó a Bridgman, esta afirmó haber oído que Parsons había maldecido a la hija de un hombre ciego en Springfield, provocando que la niña tuviera achaques.

## El proceso por difamación
En 1656, Joseph Parsons presentó cargos de difamación contra Sarah Bridgman en nombre de su esposa en el juicio Parsons v. Bridgman. En otros contextos, Joseph no era tan comprensivo con María. «Estaban frecuentemente y notoriamente en desacuerdo», como lo expresa un erudito, en los registros locales que reflejan el testimonio de que Joseph intentó confinar a Mary en su casa en Springfield, y luego la encerró en el sótano, y que una vez estaba golpeando a una de sus hijas «sin piedad» en público cuando Mary intervino, tratando de detener la paliza, y asegurándole a Joseph que «ella ya había golpeado [a la niña] antes». En el juicio, se acusó a los Bridgman de haber difundido rumores sobre Parsons, insinuando que era una bruja. El testimonio de Bridgman y de un testigo dejó en claro que habían estado circulando rumores; según un descendiente y algunos registros judiciales contemporáneos, estos rumores estaban alimentados por los celos y el resentimiento por el éxito de la familia Parsons. La madre de Mary Parsons, Margaret Bliss, testificó que Bridgman le dijo que Parsons era una bruja.
El tribunal falló a favor de Parsons. Se ordenó a Bridgman que hiciera una disculpa pública y pagara una multa y las costes judiciales. En 1674, Parsons fue declarada culpable de practicar brujería tras el fallecimiento de una de las hijas de Sarah Bridgman, llamada Mary Bartlett que murió a la edad de 22 años en el mes de julio de 1674. El marido y el padre de Bartlett acusaron a Parsons de hacer brujería relacionada con el fallecimiento.
En septiembre de 1675, los magistrados locales ordenaron registrar el cuerpo de Parsons en busca de marcas de bruja; no sobrevive ningún informe del examen. Bliss dio testimonio por voluntad propia en Northampton. Los magistrados la enviaron a Boston para ser juzgada en el Tribunal especial de Asistentes. El jurado de Boston absolvió a Parsons de brujería.

## Secuelas
A pesar de la absolución de Parsons en Boston, los rumores de brujería persistieron en Northampton. En 1679 o 1680, la familia Parsons regresó a Springfield. Sin embargo, los rumores siguieron a la familia Parsons hasta allí. En 1702, una mujer negra preservada en la memoria histórica como «Betty Negra» le dijo al nieto de Parsons que su abuela era una bruja. La familia Parsons celebró un juicio en el que Betty fue acusada de «haber usado malas palabras» contra el nieto de Mary, al decirle que su abuela era una bruja y que su madre era «medio bruja». Betty fue condenada a recibir azotes públicos. «La consideramos muy culpable por su lenguaje y palabras groseras como las mencionadas anteriormente», dice el expediente judicial. «Condenamos a la susodicha Betty a ser azotada en el cuerpo desnudo por el alguacil con diez latigazos bien aplicados: lo cual fue ejecutado en consecuencia por el alguacil Thomas Bliss». 
Mary Parsons también parece haber esclavizado a un hombre negro llamado Tobee el año antes de su muerte en Springfield. Tobee aparece en los registros locales como el «sirviente» de la «viuda Mary Parsons» cuando murió en diciembre de 1711, pero los historiadores locales indican que el término sirviente en esa época era un eufemismo para referirse a una persona esclava. Parsons fue declarada incompetente el año de la muerte de Tobee. Murió en Springfield a los 84 años, el 29 de enero de 1712. Vivió 30 años después de que su marido muriera en 1683.

## Descendencia
1. Joseph, 1 de noviembre de 1647 - 29 de noviembre de 1729 - más tarde sería juez en Nuevo Hampshire.
2. Benjamín, 22 de enero - 22 de junio de 1649
3. Juan, 14 de agosto de 1650 - 15 de abril de 1728
4. Samuel, 23 de enero de 1652 - 12 de noviembre de 1734
5. Ebenezer, 1 de mayo de 1655 - 8 de septiembre de 1675
6. Jonathan, 6 de junio de 1657 - 19 de octubre de 1694
7. David, 30 de abril de 1659 - mismo.
8. María, 27 de junio de 1661 - 23 de agosto de 1711
9. Hannah, 1 de agosto de 1663 - 1 de abril de 1739
10. Abigail, 3 de septiembre de 1666 - 27 de junio de 1689
11. Esther (registrada como Hester), 4 de diciembre de 1672 - 30 de mayo de 1760